# Paral·lel 24° sud
El paral·lel 24° sud és una línia de latitud que es troba a 24 graus sud de la línia equatorial terrestre. Travessa l'oceà Atlàntic, l'Àfrica, l'Oceà Índic, l'Australàsia, l'Oceà Pacífic i Amèrica del Sud.

## Geografia
En el sistema geodèsic WGS84, al nivell de 24° de latitud sud, un grau de longitud equival a 101,751 km; la longitud total del paral·lel és de 36.631 km, que és aproximadament 91,0% de la de l'equador, del que es troba a 2.655 km i a 7.347 km del pol Sud

## Arreu del món
A partir del Meridià de Greenwich i cap a l'est, el paral·lel 24° sud passa per: 
| Coordenades                               | País. Territori o mar | Notes                                                                                                |
| ----------------------------------------- | --------------------- | --- |
| 24° 0′ S, 0° 0′ E / 24.000°S,0.000°E      | Oceà Atlàntic         | |
| 24° 0′ S, 14° 27′ E / 24.000°S,14.450°E   | Namíbia               | |
| 24° 0′ S, 20° 0′ E / 24.000°S,20.000°E    | Botswana              | |
| 24° 0′ S, 26° 55′ E / 24.000°S,26.917°E   | Sud-àfrica            | Limpopo Mpumalanga - per uns 13 km                                                                   |
| 24° 0′ S, 31° 53′ E / 24.000°S,31.883°E   | Moçambic              | |
| 24° 0′ S, 35° 31′ E / 24.000°S,35.517°E   | Oceà Índic            | Canal de Moçambic                                                                                    |
| 24° 0′ S, 43° 39′ E / 24.000°S,43.650°E   | Madagascar            | |
| 24° 0′ S, 47° 30′ E / 24.000°S,47.500°E   | Oceà Índic            | |
| 24° 0′ S, 113° 27′ E / 24.000°S,113.450°E | Austràlia             | Austràlia Occidental Territori del Nord Queensland                                                   |
| 24° 0′ S, 151° 41′ E / 24.000°S,151.683°E | Mar del Corall        | |
| 24° 0′ S, 166° 7′ E / 24.000°S,166.117°E  | Oceà Pacífic          | Passa al sud de l'illa de Raivavae, Polinèsia Francesa · Passa al sud de l'illa Oeno, Illes Pitcairn |
| 24° 0′ S, 70° 31′ O / 24.000°S,70.517°O   | Xile                  | |
| 24° 0′ S, 67° 18′ O / 24.000°S,67.300°O   | Argentina             | |
| 24° 0′ S, 60° 23′ O / 24.000°S,60.383°O   | Paraguai              | |
| 24° 0′ S, 55° 15′ O / 24.000°S,55.250°O   | Brasil                | Mato Grosso do Sul - per uns 4 km                                                                    |
| 24° 0′ S, 55° 12′ O / 24.000°S,55.200°O   | Paraguai              | |
| 24° 0′ S, 54° 22′ O / 24.000°S,54.367°O   | Brasil                | Mato Grosso do Sul Paraná São Paulo                                                                  |
| 24° 0′ S, 46° 12′ O / 24.000°S,46.200°O   | Oceà Atlàntic         | Passa al sud de illa de São Sebastião, Brasil                                                        |